# Матосян, Лерник Григорьевич
Лерник Гришаи Матосян (укр. Лернік Грішаї Матосян; род. 2 октября 1966, Украинская ССР) — советский и украинский спортсмен и тренер (пауэрлифтинг); Заслуженный тренер Украины.

## Биография
Родился 2 сентября 1966 года в армянской семье. Спортом начал заниматься с 1980 года. В Полтаве (Украина) живёт с 1985 года. Окончил Полтавский национальный педагогический университет имени В. Г. Короленко. Ветеранским пауэрлифтингом занимается по настоящее время, став в феврале 2015 года победителем в троеборье на соревнованиях ветеранов в Полтаве. Его дети также занимаются спортом: старший сын — греблей, младший — тхэквондо.
Среди воспитанников Л. Г. Матосяна — Михаил Буланый (Заслуженный мастер спорта Украины) и Виктория Абдулина (Мастер спорта Украины международного класса).
Матосян является президентом полтавского фитнес-клуба «Профессионал».